# Encore

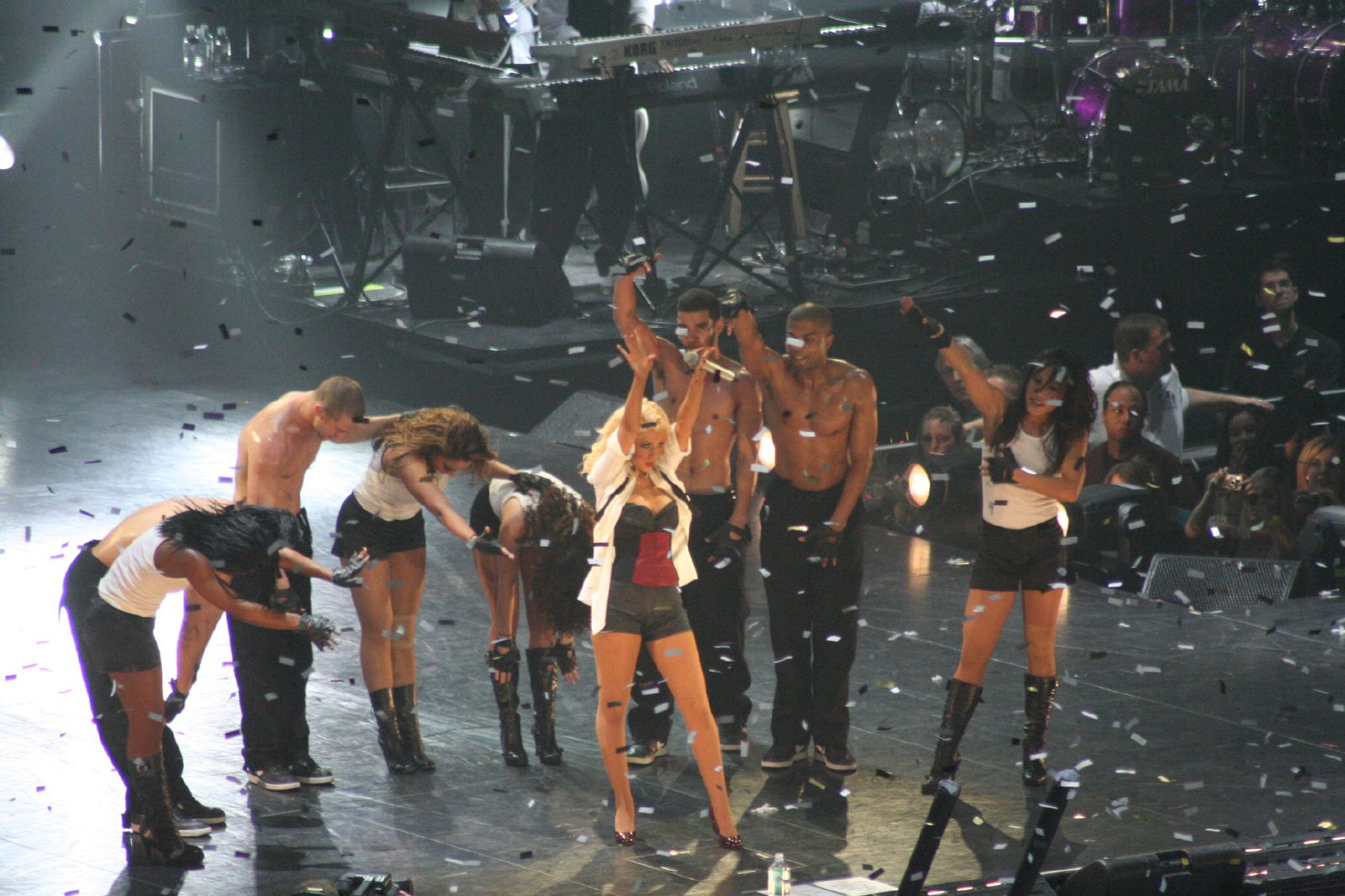
Christina Aguilera interpretando "Fighter" en el bis de "Back to Basics Tour", 2007.

Un encore es una interpretación adicional al final de un concierto o presentación musical de algún tipo.
El término español «encore» (pronunciado [enkóre]) viene del idioma francés (pronunciado [enkór]), en el que significa ‘de nuevo’ o  ‘un poco más’.
En España, tradicionalmente se le ha llamado «propina».
En Argentina, el público grita al unísono: «¡Otra, otra!».
Los encores se originan de forma espontánea, cuando el público empieza a aplaudir y a pedir una interpretación adicional del artista, después de que el concierto haya terminado. En algunas circunstancias modernas, los encores son esperados y los artistas los suelen planificar.
Tradicionalmente, en un concierto o recital el público tiene acceso a una lista de canciones (tracklist), y los encores no están incluidos en esa lista, aun cuando se hayan planificado. 
Aunque la palabra se deriva del francés, los franceses comúnmente utilizan une autre o un rappel en las mismas circunstancias, pero a veces gritan "encore!" para hacer que el artista interprete adicionalmente una canción. 
La palabra bis (del latín bis, que significa ‘dos veces’) se refiere a la interpretación repetida de una pieza para corresponder los aplausos de la audiencia o a la exclamación usada para pedirla.
En los periódicos, al reseñar un recital de música, el crítico puede escribir: «En los bises, el artista interpretó otra canción».
En las partituras, bis significa que cierto segmento debe repetirse.
- Datos: Q1363276
- Multimedia: Encore (concert) / Q1363276